# Le Combat (South Park)
Pour les articles homonymes, voir Le Combat.
Le Combat (Breast Cancer Show Ever en VO) est le neuvième épisode de la douzième saison de la série animée South Park, ainsi que le 176e épisode de l'émission.
Le titre original est un jeu de mots sur l'expression « best show ever » (meilleur show/série de tous les temps) et sur le terme « breast cancer » (cancer du sein).

## Synopsis
L'épisode commence à l'école primaire. Wendy Testaburger fait un exposé sur le cancer du sein devant la classe, expliquant que c'est une grande cause de mortalité chez les femmes. Cartman se met évidemment à pouffer de rire puis à se moquer littéralement du sujet traité. Dans le couloir, Wendy pose une affiche de prévention, mais Cartman continue à la tourner en ridicule. La tension augmente et Wendy menace alors de lui « botter le cul » mais Cartman persiste dans ses moqueries.
Toute l'école est prévenue de la baston, primaires, maternelles ou encore gothiques, et c'est l'effervescence. Au repas les garçons parlent du problème, mais quand Cartman voit le regard de Wendy, il ne voit que de la haine. Cartman semble alors moins confiant. Il va voir sa camarade pour s'excuser à voix basse ce que Wendy refuse : si Cartman doit s'excuser, qu'il le fasse devant tout le monde. Quand Wendy met Cartman à jour, celui-ci réitère ses moqueries en y ajoutant une pointe de sexisme. Wendy réitère ses menaces.
Les gothiques viennent voir Stan pour le prévenir mais celui-ci pense que c'est une affaire entre eux et ne veut pas s'en mêler, ce que Craig, Jimmy et accessoirement Butters comprennent. Cartman retente une excuse discrète en mentant — prétendant que sa mère a le cancer du sein, proposant vingt-sept dollars à Wendy ou même s'inventant par exemple une dystrophie musculaire. Pour tenter de se faire pardonner, Eric avale son propre slip mais Wendy le trouve juste pathétique.
Cartman en discute avec Stan, lui disant qu'il est inconscient de laisser « sa meuf » se battre contre lui : « You're my bro', she's your bitch, I don't wanna fight my bro's bitch » mais Stan continue de penser que c'est leur affaire et surtout celle de Wendy. Alors que Cartman invente un mensonge pour convaincre Stan que Wendy ne veut pas se battre, il se met à vomir son propre slip. Le moment approche. Cartman sent alors que sa seule échappatoire au combat est de se faire envoyer en retenue pour faire capoter le combat, ce qu'il réussit en faisant caca sur le bureau de M. Garrison. Il réussit également à dégouter profondément le reste de la classe.
En retenue, Butters, Jimmy et Craig viennent prévenir Cartman que le combat est reporté au lendemain matin. De plus, des soupçons pèsent sur Cartman qui n'aurait cherché qu'à esquiver le duel. Par une fenêtre, Wendy réitère ses menaces et semble plus furieuse que jamais. Cartman va alors chez Wendy avec sa mère pour prévenir ses parents qu'elle a l'intention de le frapper. Wendy se fait donc sermonner par ses parents et promet de ne pas affronter Cartman, qui continue tout de même à la provoquer dans le dos de sa mère.
Le lendemain matin, Wendy refuse de combattre, ayant été sermonnée par ses parents et strictement interdite de se battre avec Cartman ou qui que ce soit d'autre. Cartman échappe ainsi au combat pour son plus grand plaisir. Wendy semble désespérée, incapable de sauver son honneur, piégée par la perfidie de Cartman. Ce dernier réalise un contre-exposé sur le cancer du sein, avec encore plus de moqueries ignobles (« Comme toutes les victimes du cancer du sein, j'ai besoin de laisser échapper quelque chose de ma poitrine... (Il toussote en ricanant) »), devant une Wendy absolument estomaquée face au fait que même victorieux, il ne peut pas s'empêcher de la provoquer toujours plus. Excédée, elle menace Cartman devant toute la classe, mais est rappelée à l'ordre à temps par la principale Victoria. Cette dernière révèle à Wendy qu'elle a survécu à un cancer du sein diagnostiqué il y a sept ans, puis encourage Wendy à affronter Cartman en le comparant à un cancer au travers d'une métaphore : « Le cancer, il faut le combattre. Le cancer est le mal à l'état pur, il ne peut être raisonné. Tu dois le combattre et tout risquer pour le combattre, sans écouter les gens, car sinon cette petite boule graisseuse va tout prendre sans rien te laisser et tu vas finir par te sentir totalement impuissante. »
La nouvelle du nouveau combat se répand comme une trainée de poudre et tous les élèves se retrouvent dans la cour de récréation pour assister au combat. Le combat se déroule en bonne et due forme, avec des coups de la part des deux adversaires. Cartman perd, frappé jusqu'au sang par Wendy. Finalement, Cartman est déçu d'avoir perdu la face devant ses amis, mais les garçons lui révèlent qu'ils n'ont jamais pensé qu'il était cool et que leur opinion envers lui ne saurait être plus basse qu'elle ne l'était déjà. Cartman prends cette confidence comme une tentative de lui remonter le moral et donc comme le signe qu'ils tiennent à lui et que donc il est toujours aussi cool. Il repart, satisfait, en sautant de joie.